# Mitsubishi Dion
Mitsubishi Dion – samochód osobowy typu MPV produkowany przez japońską firmę Mitsubishi w latach 1999-2005. Dostępny jako 5-drzwiowy minivan. Do napędu używano silników R4. Moc przenoszona była na oś przednią (opcjonalnie AWD) poprzez 4-biegową automatyczną skrzynię biegów.

## Dane produkcyjne
| Rok  | Wielkość produkcji | Wielkość sprzedaży |
| ---- | ------------------ | ------------------ |
| 1999 | 15 282             | b/d                |
| 2000 | 30 977             | 30 225             |
| 2001 | 9699               | 10 601             |
| 2002 | 5696               | 5925               |
| 2003 | 1881               | 2131               |
| 2004 | 2697               | 2382               |
| 2005 | 1797               | 2149               |
| 2006 | -                  | 33                 |

(Źródła: Facts & Figures 2000, Facts & Figures 2005, Facts & Figures 2007, Mitsubishi Motors website)